# La Palma, Tenosique
La Palma är en ort i Mexiko.   Den ligger i kommunen Tenosique och delstaten Tabasco, i den sydöstra delen av landet, 900 km öster om huvudstaden Mexico City. La Palma ligger 59 meter över havet och antalet invånare är 292.
Terrängen runt La Palma är mycket platt. Runt La Palma är det ganska glesbefolkat, med 26 invånare per kvadratkilometer. Trakten runt La Palma består till största delen av jordbruksmark.